# Martin Pohl
Martin Pohl alias Marty (* 1. října 1986 Rumburk) je český režisér, scenárista, herní vývojář, kreslíř, podnikatel a hudebník, jako horrorcorový rapper vystupující pod pseudonymem Řezník nebo M.Engele (alter ego v rámci kapely Sodoma Gomora, resp. v jejích začátcích). Na úplném začátku své kariéry se mihnul pod pseudonymem Marty Da Virgin Slappa, pod kterým v angličtině nahrál The Day Of Defloration EP, při jehož tvorbě se inspiroval americkou horrorcorovou kapelou Insane Clown Posse. Až v roce 2004 nahrál několik prvních českých skladeb jako např. Takhle to chodí, Drtič sanic a svůj první český mixtape Penetrační chtíč. Ve své tvorbě má různé odkazy na českou či zahraniční kulturu. Je známý také svými černohumornými kresbami „Martyho frky“.
Titul inženýr získal Pohl na Vysoké škole ekonomické v Praze v roce 2012, a to obhájením diplomové práce na téma „Marketing v pohřebnictví“.
V roce 2008 založil sdružení ZNK. 
V rozhovoru pro DVTV uvedl, že jako malý ho ošahával jeho dědeček. Řekl to v reakci na to, jestli takovou to hudbu může dělat normální a psychicky zdravý člověk.

## Tvorba

### Alba
| 2024 | Nucený Výsek                           |
| 2024 | Hrozny Hněvu                           |
| 2022 | Sodoma Gomora - Resuerekce             |
| 2021 | Straight Outta Sklep                   |
| 2021 | Traumaplan                             |
| 2019 | Život a Smrt Alberta Hersche           |
| 2017 | Kompostárium                           |
| 2017 | Strangulační Rýha                      |
| 2017 | Sodoma Gomora – Multikill              |
| 2016 | Říše za zrcadlem                       |
| 2015 | Mortal Cabinet - Necrotica             |
| 2014 | Muzeum mentálních kuriozit             |
| 2014 | Bateman                                |
| 2013 | Sodoma Gomora – Ostatky Svatého Jidáše |
| 2013 | Sodoma Gomora – Éra Déra               |
| 2012 | Hudba u který se chcípá                |
| 2010 | Vzestup zla                            |
| 2010 | Dva tucty pukavců                      |
| 2010 | Sodoma Gomora – Na konci tunelu je tma |
| 2009 | Řezníkův sulc – horrorcore mixtape     |
| 2008 | Caviar Bukkake Fetus Exitus            |
| 2008 | Sodoma Gomora – Bůh se utnul EP"       |
| 2006 | Hyperverzní zážitky z kremační pece    |
| 2005 | Penetrační chtíč (Demo)                |
| 2004 |                                        |

### Hudební videoklipy
- své jako Řezník: Drtič sanic 3000 (2006), Konečný Řešení (2008), Žižkovský Bary (2011), Ta Holka v Mym Sklepě (2011), Noc Plná Překvapení (2012), Soudní Proces (2013), Patrick Bateman (2014), Pořád Jenom Hate (2014), Pořád Jenom Hate 2 (2015), Šerednej Zmrd (2016), Pan Au (2016) Trendy Zmrdi (2016), Zoubková Víla (2017), Potřebujem Další Válku (2017), Koloběh (2017), Otroci Konspirací (2017), Život a Smrt Alberta Hersche (2019), Politicky Nekorektní Píča (2019), Son Of Azazel (2020), Děvky Musej Škemrat (2021), Traumaplan (2021), Zpíčenec (2024), Cyklopeklo (2024)[zdroj?]
- pro Sodomu Gomoru: Sodoma Gomora Rap (2008), Snuff Porn Gore & Soddom (2008), Zasraný Vánoce (2011), Insane Insane (2013), Chcípni! (2015), Sodoma Gomora Rap (2016), The Perfect Murder (2016), Terminator (2017), Europathic (2022), Kazisvět (2023)[zdroj?]
- pro Jamese Colea: Zatnuto (2013)[5]
- pro Haadese (člen Terror Crew): Home Office (2013), Truman Show (2017)[zdroj?]

### Filmová tvorba
Autor se mimo hudební tvorby věnuje rovněž filmařskému řemeslu, což se odráží také v kvalitě jeho klipů. Na serveru ČSFD o svých filmech sám napsal toto: „Snažim se k tvorbě přistupovat trochu jinak než většina českejch tvůrců, mam rád tvrdej černej humor bez hranic, syrovost a naturalismus. Herce si vybírám z řad kamarádů - alkoholiků, drogově závislých a jinak narušených jedinců, takže autenticita je zajištěna, jedná se vlastně o takovej art brut“. I díky svému osobitému přístupu si jeho filmy získaly značnou popularitu nejen mezi fanoušky jeho hudební tvorby, o čemž svědčí i sledovanost filmů Párty Hárd, Párty Hárder: Summer Massacre v kinech, na  SVOD platformách - Netflix, Voyo a i počty zhlédnutí jeho titulů na YouTube, kde jsou filmy volně dostupné.[zdroj?]
| Rok Vydání | Název Filmu                   | Poznámky |
| ---------- | ----------------------------- | --- |
| 2005       | Beer story                    | Sám autor se od filmu spíše distancuje, považuje jej spíše za cvičení – což dává smysl vzhledem k šestiminutové stopáži.                     |
| 2007       | Deprivační staniol            | Studentský film. |
| 2008       | Život není krásný             | Černá komedie na motivy autorovy videoherní série, zaobírá se problematikou drobné zločinnosti a nevýhodných půjček.                         |
| 2010       | Jehovova pomsta               | Jedná se o další příběh z ZNK universa, tentokrát se zabývá tematikou náboženství a hledání sebe sama v maloměstské komunitě.                |
| 2016       | Máma má raka                  | Třetí příběh z volné ZNK trilogie, v němž se protagonista kvůli matčině chorobě vrhne do světa ilegálních zápasů, s věrnými přáteli po boku. |
| 2019       | Párty Hárd                    | Velmi černá komedie o třech spolužácích, kteří musí udělat tu největší party, aby získali dívky.                                             |
| 2022       | Párty Hárder: Summer Massacre | Pokračování černé komedie Párty Hárd. Hrdinové z předchozího dílu si chtějí užít letní prázdniny, čekají je ovšem krutá úskalí.              |
| 2025       | Na plech                      | Příběh rodiny Grunzovi, pojednávající o vaření pervitinu a následném prodávání.                                                              |

### Počítačové hry
Život není krásný (někdy také ŽNK nebo ZNK) je zatím sedmidílná série freewarových počítačových her. Patří do žánru adventur, díly 4 a 6 obsahují také prvky RPG. Celá série je známá černým, rasistickým, xenofobním, sexistickým, homofobním, vulgárním a celkově veskrze politicky nekorektním humorem. Z toho důvodu jsou hry krajně nevhodné pro děti a osoby mladší patnácti let a skupiny, kterých se hra může dotknout. Toto upozornění umístil autor na začátek každého dílu. Přesto, nebo právě proto, je série Život není krásný mezi hráči velmi oblíbená a dosáhla status kultu.
V létě 2018 vznikla na české crowfundingové stránce HitHit kampaň k vytvoření dalšího dílu této herní série. Informace o kampani se dostala i do mainstreamových médií, což značně přispělo k úspěchu kampaně i přes to, že zprávy byly spíše negativní povahy. Nakonec se vybralo 408 497 Kč, čímž se překročila požadovaná částka o více než 100 000 Kč.[zdroj?] Datum vydání zatím není známo.
| Rok Vydání |                                                 |
| ---------- | ----------------------------------------------- |
| 2002       | Život Není Krásný 1 – Prober se, pobudo!        |
| 2002       | Život Není Krásný 2 – Dwa                       |
| 2003       | Život Není Krásný 3 – Doktořina krutá dřina     |
| 2003       | Život Není Krásný 4 – Back to the Days          |
| 2004       | Život Není Krásný 5 – Četnické humoresky        |
| 2005       | Život Není Krásný 666 – Flaška                  |
| 2007       | Život Není Krásný 7 – Útěk z věznice Georgetown |
| TBA        | Život Není Krásný: Poslední exekuce             |

### Knižní kreslířská tvorba
- Martyho frky, 2012, ISBN 978-80-905390-0-6
- Martyho frky 2, 2013, ISBN 978-80-905390-1-3
- Martyho frky 3, 2016, ISBN 978-80-905930-1-5

### Móda
V roce 2017 založil Pohl oděvní značku SickFace, která je inspirována okultními a satanistickými motivy. Značka vznikla za účelem nového projektu, kdy chtěl autor vykročit ze své zajeté značky ZNK, která je neomylně spjata s osobou Řezníka. „Mám hodně zkušeností s merchem, ale tohle bylo zase něco novýho, protože se jedná vyloženě o brand a s tím musí jít ruku v ruce i vyšší kvalita všeho.“ V designech spolupracuje s českými umělci a návrháři, zatím poslední kolekce byla vydána v roce 2021, kde proběhla spolupráce s českým rapperem Redzedem.

## Kontroverze
V roce 2011 stanul spolu s rappery Hrobkou a Pitvou před soudem za skladbu Konečné řešení. Soud je osvobodil. Řezník na soud reagoval v roce 2013 klipem Soudní Proces.
V roce 2012 byl policií obviněn za to, že přes internet prodával trička s podobiznou Anderse Behringa Breivika a s nápisy vztahujícími se k jeho činu.

### Český slavík Mattoni 2013
V roce 2013 byl vyloučen z předávání cen Český slavík Mattoni 2013 s odůvodněním, že jeho texty neodpovídají dobrým mravům a propagují násilné jednání. V reakci na tuto událost se ze soutěže odhlásili Tomáš Klus a Michal David. Svoji cenu vrátili „skokan roku“ zpěvák Monkey Business Matěj Ruppert a skupina Koblížci. Zpěvák Xindl X se také postavil za Martina Pohla a postup pořadatele označil za totalitní praktiky. Naopak Bílý kruh bezpečí označil Pohlovu produkci za hrubou urážku obětí násilné trestné činnosti a podpořil reakci pořadatelů. Advokátka Klára Samková podala na Martina Pohla trestní oznámení pro několik trestných činů. Ještě v říjnu 2015 před vyhlášením příslušného ročníku ankety Pohl zveřejnil videoklip „Pořád jenom hate 2“, v němž hrubým způsobem kritizoval hlavního pořadatele ankety za to, že dosud neobdržel 100 tisíc za své vítězství z roku 2013. Společnost Karlovarské minerální vody po něm požadovala stažení videoklipu a omluvu řediteli firmy. Nedošlo ovšem ke splnění ani jednoho z těchto požadavků.[zdroj?]

### Řezník a Jiří X. Doležal
Redaktor Reflexu Jiří X. Doležal již dříve psal o Řezníkovi a hledal jeho identitu. Ten v roce 2010 natočil skladbu Epitaf (JXD Diss), ve které o něm vulgárně rappoval. Jiří X. Doležal na tuto skladbu reagoval až po kauze v Českém slavíku 2013, když na Silvestra 2013 na webu Reflexu zveřejnil na oplátku video Diss Řezník.

### Český slavík 2021
V roce 2021 Řezník zvítězil v nově utvořené kategorii Českého Slavíka Hip Hop & Rap s 19 295 hlasy. Při předávání oné výhry měl však Řezník kontroverzní proslov, ve kterém nevybíravě vyjádřil svůj názor na stav české populární hudby:
"Upřímně jsem měl velkou radost, když tahleta anketa kdysi skončila a doufal jsem, že už se nikdy nebude obnovovat. Myslím si, že česká pop music je už desítky let na úplným dnu. Nedá se to vůbec poslouchat. Myslím si, že to absolutně nekopíruje nějaký zahraniční trendy, nejde to s dobou. Občas, když takhle jedu autem někde a přeladím si český rádio, tak se mi udělá úplně fyzicky zle a musím zastavit, abych se vyblil vedle auta. O popularitě rozhodujou mladý lidi, který na tuhletu anketu kašlou. Je to spíš takovej žebříček toho, co poslouchaj ženský padesát, šedesát plus. Myslím si, že tady u nás jsou šikovný, talentovaný, progresivní umělci, ale ti tady dneska neseděj v tomhle sále.“
Následně šokovanému publiku oznámil, že stále čeká na svůj dávný dluh, který od ředitele Českého slavíka Jakuba Horáka promptně dostal v obálce. Celá tato sága se tímto po osmi letech uzavřela.[zdroj?]

## Ocenění
Jako Řezník vyhrál mužskou kategorii čtenářských Hudebních cen iDNES.cz v listopadu 2018.
Jako Řezník vyhrál Zlatého Slavíka v kategorii Hip Hop & Rap v roce 2021.